# Huidong (Liangshan)
Huidong (en chino, 会东; pinyin, Huìdōng, en nuosu, ꉼꄏ; romanizado, hop do) es un condado bajo la administración directa de la Prefectura Liangshan. Se ubica en la provincia de Sichuan, centro-sur de la República Popular China. Su área es de 3224 km² y su población total para 2010 superó los 360 mil habitantes.

## Administración
Desde julio de 2020, el Condado Huidong se divide en 19 pueblos que se administran en 2 subdistritos, 13  poblados y 4 villas.

## Toponimia
El topónimo Huidong [/Juéi-dong/] significa 'al oriente de Hui(li)', apareció el 1 de julio de 1952 cuando se estableció este condado tomando la parte oriental de Huili.